# Marsilea oligospora
Marsilea oligospora är en klöverbräkenväxtart som beskrevs av Goodd. Marsilea oligospora ingår i släktet Marsilea och familjen Marsileaceae. Inga underarter finns listade.